# 三和事件
三和事件（みつわじけん）とは、北朝鮮（朝鮮民主主義人民共和国）によるスパイ事件。1964年（昭和39年）7月16日、警視庁検挙。1954年（昭和29年）に日本に密入国した北朝鮮工作員の李基方が、他人の外国人登録証を入手して会社社長となり、在日朝鮮人十数名から成るスパイ網を組織した事件。

## 概要
守谷豊吉こと李基方は、1953年に北朝鮮当局によって工作員として召喚され、6カ月のスパイ教育をほどこされた後、
- 日本およびアメリカ合衆国の対韓国援助計画
- 日本の再軍備状況
- 韓国の軍事基地と装備状況

などの情報を、日韓両政府の高官等に接触して集める指令を受けて、1954年2月、イギリス領香港から英国船に乗り、他人名義の上陸許可証を用いて神奈川県横浜港から日本に不法に入国した。
その後、東京都内に潜伏し、他人の外国人登録証を入手して当人になりすまして三和自動車の社長となり、在日朝鮮人十数名から成るスパイ網を組織した。また、他人名義で帰化申請までおこなっていた。
1964年7月16日、李基方（当時57歳）が逮捕された。同時に乱数表を記載した備忘録や暗号解読など諜報活動を裏付ける物証を押収した。
7月31日、李は東京簡易裁判所にて外国人登録法違反により罰金刑を受けた。李は同年、北朝鮮に自費出国した。